# The Journal of American History

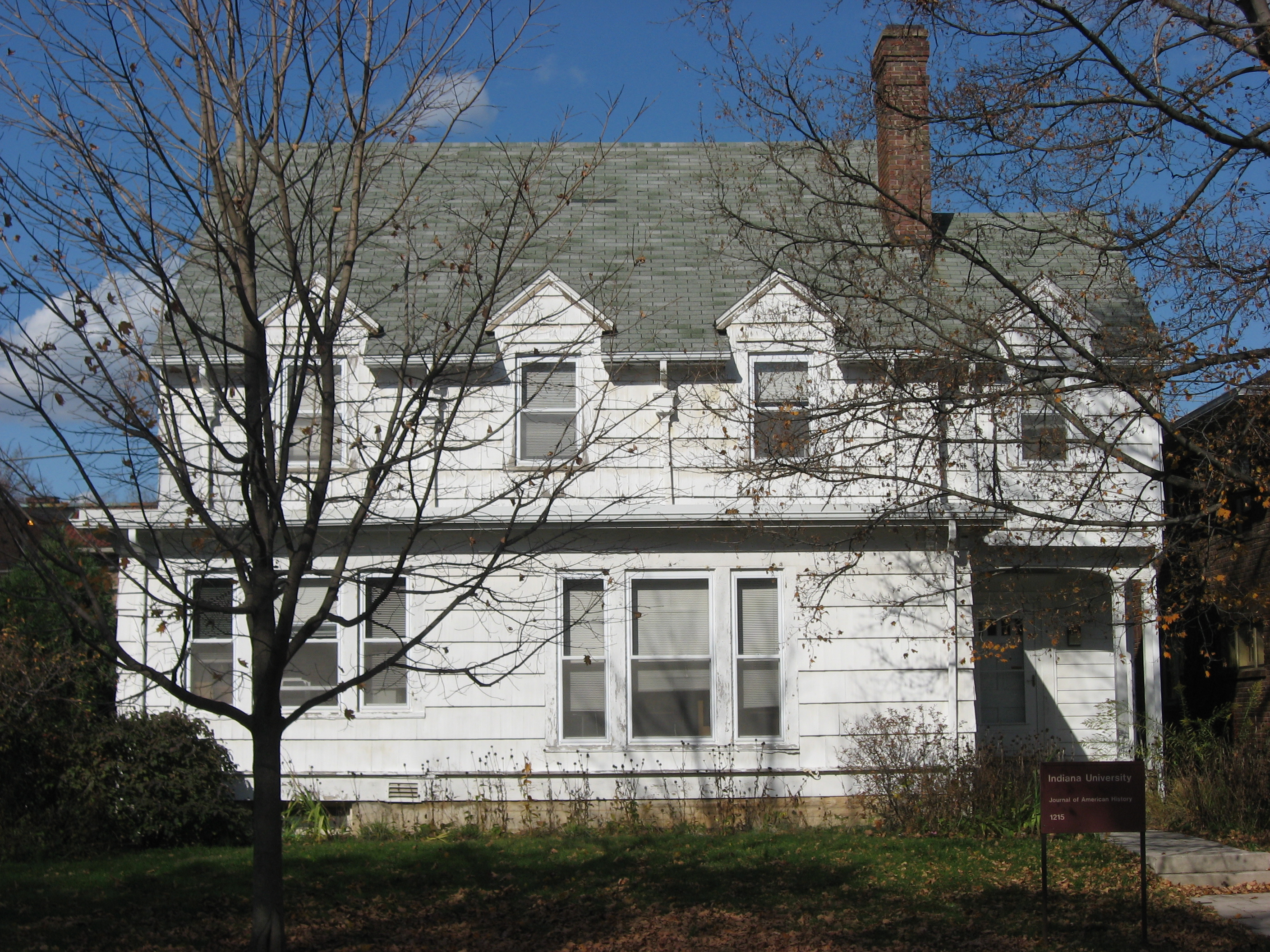
Sede do jornal em Bloomington

The Journal of American History (JAH) é o periódico científico oficial da Organization of American Historians (OAH), que cobre o campo da história dos Estados Unidos e foi estabelecido em 1914 como Mississippi Valley Historical Review, o jornal oficial da Mississippi Valley Historical Association. Após a publicação de seu quinquagésimo volume, o reconhecimento de uma mudança na direção dos membros e de sua bolsa de estudos levou à mudança de nome em 1964.
A revista está sediada em Bloomington, Indiana, onde tem laços estreitos com o Departamento de História da Universidade de Indiana. É publicado trimestralmente, nos meses de março, junho, setembro e dezembro. 
O periódico tem fator de impacto de 0,488 (2019), CiteScore de 0,8 e SCImago Journal Rank de 0,267, ambos de 2020.

## Editores-chefes

### Proceedings of the Mississippi Valley Historical Association
Antes da criação do Mississippi Valley Historical Review, a OAH já publicava artigos.
- Benjamin F. Shambaugh (1908–14)[9]

### Mississippi Valley Historical Review
- Clarence W. Alvord (1914–23)[10]
- Lester B. Shippee (1923–24)[11]
- Milo M. Quaife (1924–30)[12]
- Arthur Charles Cole (1930–41)[13]
- Louis Pelzer (1941–46)[14]
- Wendell H. Stephenson (1946–53)[15]
- William C. Binkley (1953–63)[16][15]
- Oscar O. Winther (1963–64)[17]

### Journal of American History
- Oscar O. Winther (1964–66)[17]
- Martin Ridge (1966–78)[18]
- Lewis Perry (1978–84)[19]
- Paul Lucas (1984–85)[20]
- David Thelen (1985–99)[21]
- Joanne Meyerowitz (1999–2004)[22]
- David Nord (2004–05)[23]
- Edward T. Linenthal (2005–2016)[24]
- Benjamin H. Irvin (2017—atual)[25][26]

## Indexação
Este periódico está indexado nas seguintes plataformas:
- EBSCOhost
- Elsevier BV
- Family Index
- Gale
- H.W. Wilson
- Journal Citation Reports /Social Sciences Edition
- OCLC
- ProQuest
- Academic Search
- Bibliography of Native North Americans
- Current Abstracts
- Education Research Complete
- Gender Studies Database
- Historical Abstracts
- History Reference Center
- Humanities International Complete
- Humanities International Index
- MasterFILE Elite
- MasterFILE Premier
- Professional Development Collection
- Race Relations Abstracts
- RILM Abstracts of Music Literature
- SocINDEX
- TOC Premier
- World History Collection
- Scopus
- Academic ASAP
- Academic OneFile
- Book Review Index Online Plus
- Educator's Reference Complete
- Expanded Academic ASAP
- General OneFile
- General Reference Center
- InfoTrac Custom
- Religion and Philosophy Collection
- Student Resource Center College
- Book Review Digest Plus
- Humanities Abstracts/Index/Full Text
- Wilson OmniFile
- Humanities Abstracts/Index
- Periodical Abstracts
- Humanities Module
- ProQuest Central
- ProQuest Education Journals
- ProQuest Research Library
- ProQuest Research Library Core
- Resource/One

## Publicações selecionadas
- Wineburg, Sam; Smith, Mark; Breakstone, Joel . What Is Learned in College History Classes?. Journal of American History. v. 104, p. 983–993, 2018. DOI:https://doi.org/10.1093/jahist/jax434.